# パケット通信 (アマチュア無線)
パケット通信（パケットつうしん、Packet radio）は、一般的なパケット通信と同じく、パケットと呼ばれる比較的短いブロックにデータを分割して送信するデジタル無線通信で、アマチュア無線通信の一形態である。
アマチュア無線のパケット通信では、リンク層のプロトコルとして、「AX.25リンクレイヤー」が用いられる。AX.25プロトコルを実装したターミナルノードコントローラ(TNC)を用いてPoint to Pointの通信を行え、チャットや、ホストコンピュータを用いて掲示板や電子メールなどが可能になる。また、TCP/IPをAX.25の上位レイヤとして用いることにより、インターネットでおなじみのHTTPやFTPなどのプロトコルを用いた通信もできる。
アマチュア局による相互中継で地域や地域間、あるいは国際的な電子メールやデータの配信も可能である（但し、商用サービスのインターネットや専用回線等と比較して、速度や信頼性は比較にならない程低い）。

## パケット通信設備
- 無線機
- アンテナ
- ターミナルノードコントローラ (TNC)
- パーソナルコンピュータ（端末あるいはホストとして）

運用するためには、パケット通信の電波型式を指定された、アマチュア局の免許を受けねばならない。

### ターミナルノードコントローラ
ターミナルノードコントローラー (英: TNC : terminal node controller) は、モデムとAX.25パケット通信プロトコルの機能を一体化したアマチュア無線用の無線機の付加装置である。
RS-232Cなどのコンピュータインターフェースと無線機接続用の端子とを持ち、パケットの構成・誤り検出・再送信の制御などを行う。モデム機能のみを持ち、その他の機能をコンピュータ側ソフトウェアで実現したものもある。

## パケット通信の歴史
無線パケット通信そのものはハワイ大学で1970年代に研究されていたALOHANETに始まる。アマチュア無線への適用は1970年代後半から、ヴァンクーヴァーのグループ (VADCG) によるTNCの開発と通信実験が起源といわれる。それ以前にも流行し始めたマイクロコンピュータをアマチュア無線機に接続してRTTY通信を行うなど、データ通信に通じる試みは行われていたと思われる。
しかし組織的に、かつ世界的な標準を目指して企画されたのは、米国アリゾナ州ツーソンのグループであるツーソンアマチュアパケット通信 (TAPR) がアメリカ無線中継連盟(ARRL) と共同で制定したAX.25プロトコルである。これは、商用のX.25プロトコルのリンク層を実装したもので、アマチュア局間の2局間通信を規定したものである。当時は、上位レイヤとしてX.25を応用したプロトコルを規定する構想があり、「AX.25 layer2」と呼ばれた。
TAPRはAX.25を用いた通信を実現するため、1981年からTNCの開発をはじめ、翌1982年6月26日に初の交信がWA7GXD(Lyle Johnson) - KD2S(Den Connors) 間で実現した。試作版のTNCを元にTNC-1、後に小型版のTNC-2が開発され、直接およびライセンスを受けた多数のアマチュア無線機器メーカーを通じて全世界に配布された。
日本でもAX.25プロトコル規格書を入手して独自のTNCを開発したグループの活動や、日本製のアマチュア衛星にBBS機能を実装するためにAX.25パケット通信の普及活動が始まり、1984年頃から日本でもパケット通信の利用が徐々に始まった。無線によるBBSをRBBS（英: Radio Bulletin Board System）という。
初期には個別に掲示板やメールボックスのアプリを開発していたが、1985年頃からW0RLIが開発した転送型RBBSがポピュラーになった。これは転送系RBBSとも呼ばれ、これによって築かれるネットワークを転送系と呼んだりした。これは、当時パソコン事業から撤退したXEROXの820型PCのマザーボードがジャンク市場に出回ったため、この上で動くCP/Mベースのソフトウェアとして開発された。後に、WB7MBLによってIBM PC互換機にも移植され、ハードディスク等の豊富な資源を用いてより便利に使えるようになって普及が進んだ。
上位レイヤーの開発も進み、NET/ROMなどの実装もあったが、KA9Q(Phil Kahn) のTCP/IPソフトウェアが発表されて事実上の標準になった。
当初は、VHF/UHFのFMトランシーバーのマイク端子にBell 202規格の音声周波数偏移変調(AFSK)を入力して1200bpsで通信するのが一般的であったが、後にG3RUHによって高速広帯域な9600bpsのFSKモデムが開発され、普及するようになった。更には、同じ9600bpsながら、信号処理に、より効率の良いフィルタ処理を施したGMSK方式も一般的となった。尚、一定の条件下で、G3RUH方式とガウス最小偏移変調(GMSK)方式の相互間では通信可能である。9600bpsの広帯域な信号をVCO変調する為に、無線機内部に直接、配線注入する必要があったが、アマチュア無線機メーカーでもパケット通信用信号端子を装備した無線機や、TNCを内蔵した無線機を準備するようになった。
1994年頃から転送型BBSソフトはW0RLIからF6FBBに変わり始め、パケット通信運用局や転送系RBBS局の増加と共に、PC/AT互換機の普及、高性能化もF6FBB化を後押しして、数年で日本国内はF6FBBにほぼ統一された。F6FBBは、複数の無線ポートに複数の局が同時にアクセス可能であること、メッセージの転送を複数のメッセージをまとめて圧縮・バイナリで送る点に特長があり、転送効率は従来の転送型BBSに比べて格段にアップした。両ソフトウェアとも元々は英語圏で開発されたため、日本国内でも同様な転送機能を実現するソフトウェアを開発するグループも出てきた。
転送型RBBS局を始めとするアマチュア局相互間による、無線伝播経路等のネットワーク開拓努力により、ほぼ日本全国津々浦々、あるいは、海外の転送型RBBS局とのゲートウェイ局までネットワーク化された転送型RBBSであるが、近年の通信の多様化に対応する為に、無線機と電話、インターネット回線を相互接続可能になったのを期に、インターネット等を経由して、相互にデータ転送を行う転送型RBBS局が出てきた。これによりデータ転送回線の信頼性は向上する反面、アマチュア無線独自の無線伝播経路的なネットワークが損ねられるという意見も多い。

## パケット通信の応用例
- 掲示板
- 電子メール
- アマチュア衛星を利用した掲示板や電子メール
- 特定用途の情報交換
- ナビトラ、APRS
- D-STAR